# PureScript
PureScript és un llenguatge de programació funcional de codi obert basat en el llenguatge Haskell adaptat a un substrat JavaScript amb especificitats de Node.js, del qual pren els tipus bàsics, l'avaluació estricta per defecte, amb una sintaxi lleugerament diferent al Haskell estàndard, i unes classes numèriques amb pedigrí matemàtic (L'equivalent de Num del Haskell és Ring, denotant l'estructura d'anell, el de Fractional és Field, el nom anglosaxó per al Cos, l'equivalent de Integral és EuclideanRing, anell euclidià).
En no comprometre's amb l'estàndard de Haskell, pot prescindir del RunTimeSystem que GHCJS emula oferint un resultat més lleuger i, a més a més, humanament llegible, incorporant extres com registres extensibles i efectes col·laterals més desgranats distingint els diferents efectes que el Haskell engloba dins IO (variables globals, accés als fitxers, excepcions), afegint-n'hi de nous. Això ha canviat a la versió 12, amb l'eliminació de Eff basada en registres i substitució per la mònada Effect.
Se'n pot fer ús per aplicacions a consola, en pàgines web i també en aplicacions de servidor basades en Node.js.
Després de l'èxit d'Elm en el desenvolupament d'interfícies d'usuari, PureScript apareix com una base més potent tècnicament, donat que Elm ha seguit un camí reduccionista per simplificar-ne l'ús evitant els predicats en els paràmetres de tipus (ús d'interfícies).
L'utilitzen comercialment per la creació d'entorns de desenvolupament d'interfícies d'usuari en pàgines web, com es detalla tot seguit.

## Metodologies per generar interfícies d'usuari
Utilitzen la programació reactiva per generar pàgines web automodificables, amb arquitectures en llenguatge PureScript basats en la funcionalitat aportada per ReactJS i la interacció amb servidors web de dades JSON, HTML o bé XML:
- PureScript Pux[10] és una arquitectura PureScript basada en el sistema ReactJS que segueix l'arquitectura TEA de Elm. Proposa separació de components per mòduls amb tractament manual de la combinació d'estats i accions en un únic component ReactJS.[11][12]

- Thermite[13] és una realització de Phil Freeman (l'autor de PureScript) que permet definir i combinar components ReactJS segons l'arquitectura MVC, basat en biblioteques PureScript que embolcallen la funcionalitat ReactJS en JavaScript.[8][14] Permet la combinació de components com a semigrup i el seu adreçament amb lents sobre l'estat conjunt (tipus producte dels estats individuals) i prismes (lents sobre tipus suma (unió discriminada) de les accions individuals). També permet l'arranjament de components en llista, on les accions vindran parametritzades per l'índex. Disposa d'una guia interactiva oficial.[15]

- Halogen[16] hi introdueix el patró observador per facilitar la comunicació entre components pares i fills. També és de codi obert, desenvolupat per la companyia Slamdata.[17]

- Permet definir encaixos (definit: slot) per a components, en una gramàtica específica (DSL) per descriure la presentació. La definició d'un encaix vindrà parametritzat per l'acció del subcomponent per comunicar-li que cal redibuixar-lo (paràmetre input); i també (paràmetre output) pel constructor de l'acció per tractar, al comp. pare, els missatges que el subcomponent envia cap amunt (verb raise).
- El component pare pot enviar, al component de l'encaix, accions de consulta d'estat o bé de mutació que el controlador del component de l'encaix haurà de tractar.

- Optic UI[18] és un marc de desenvolupament d'interfícies d'usuari basat en lents.[19]

## Entorn de desenvolupament
Disposa de compilador, intèrpret i avaluador en-línia.
Requereix el gestor de Node.js "npm", i l'eina "pulp".
Hi ha dos gestors de paquets de biblioteques:
- bower permet especificar versions exactes o mínimes de les dependències.[22]
- psc-package es basa en rebostos de conjunts de biblioteques compatibles (compilació assegurada).[23][24]

El rebost general oficial de biblioteques és el rebost Pursuit que també conté un cercador de l'API.

## Rerefons de compilació
- sortida per defecte a JavaScript en mòduls de Node.js integrable en pàgines web o en aplicacions de servidor.
- sortida a C++.[25]
- sortida a codi intermedi del compilador d'Erlang.[26]

## Especificitats del llenguatge
Vegeu ref.
```
# si hem instal·lat "bower"

$
 
pulp
 
init
 
# crea una aplicació basada en el gestor de biblioteques "bower"

# si hem instal·lat "psc-package"

$
 
pulp
 
--psc-package
 
init
 
# crea una aplicació basada en el gestor de biblioteques "psc-package"

$
 
pulp
 
repl
 
# engega l'intèrpret

```

Algunes construccions esbiaixades cap al JavaScript i diferents del Haskell:
```
PSCi
,
 
version
 
0.11
.
7

Type
 
:?
 
for
 
help

import
 
Prelude
 
-- no hi ha importacions implícites

-- el tipus dels literals numèrics és fix, a diferència del Haskell on el tipus depèn de l'estructura algebraica requerida per l'operador.

>
 
:
t
 
[
1
,
2
,
3
]
 
-- el tipus dels literals amb claus rectang. és (Array a), com al JavaScript, no pas com al Haskell

Array
 
Int

>
 
:
t
 
[]
 
-- les claus buides denoten un Array buit. Per a les llistes cal fer servir Nil

forall
 
t1
.
 
Array
 
t1

>
 
:
t
 
true
 
-- els valors de l'àlgebra de Boole van en minúscules i el tipus és "Boolean", com al JS i no "Bool" com al Haskell

Boolean

>
 
:
t
 
1.5
 
-- el tipus dels literals Reals és Number, com al JS, i no Float/Double

Number
 

-- L'operador (:) o `cons` està definit tant per a (Array a) Data.Array com per a (List a) (Data.List)

>
 
:
t
 
1
:
2
:[]

Array
 
Int

>
 
import
 
Data.Array
 
((
..
))
 
-- l'operador dels rangs (..) també està definit per a ambdós

>
 
:
t
 
1
..
5
 
-- els rangs no porten claus

Array
 
Int
 
-- el tipus dependrà de la signatura de l'operador visible

>
 
:
clear
 
-- reset de l'intèrpret

>
 
import
 
Data.List
 
(
List
(
..
),
 
(
:
))

>
 
:
t
 
1
:
2
:Nil
 
-- amb (:) de Data.List això és una llista

List
 
Int

>
 
import
 
Data.List.Lazy
 
as
 
LL
 
-- l'"import" amb sobrenom evita la incorporació del contingut a l'espai de noms. Equival en Haskell a "import qualified"

>
 
LL
.
fromFoldable
 
(
1
:
2
:Nil
)
 
-- convertim a Lazy la llista estricta

fromStrict
 
((
Cons
 
1
 
(
Cons
 
2
 
Nil
)))

>
 
import
 
Data.List
 
as
 
LS

>
 
import
 
Data.List.Lazy
 
((
:
))

>
 
f
 
::
 
Int
 
->
 
LL
.
List
 
Int

-- genera estrictament tots els elements d'una llista Lazy 

-- vegeu més avall seqüències definides recursivament amb avaluació tardana

>
 
f
 
x
 
|
 
x
 
>
 
0
 
=
 
x
 
:
 
f
 
(
x
-
1
)
 

>
 
|
 
otherwise
 
=
 
LL
.
nil
 
-- llista buida

-- consum d'una llista tardana

import
 
Data.List.Lazy
 
(
step
,
 
Step
(
Nil
,
 
Cons
))
 
-- step força la desconstrucció

-- cal declarar totes les vars. d'una declaració de tipus a l'inici amb "forall" o bé el caràcter matemàtic ∀

mostraNElems
 
::
 
forall
 
a
.
 
Show
 
a
 
=>
 
Int
 
->
 
LL
.
List
 
a
 
->
 
String
 

mostraNElems
 
n
 
xs
 
=
 
go
 
n
 
(
step
 
xs
)

 
where

 
go
 
_
 
Nil
 
=
 
"Nil"

 
go
 
n
 
(
Cons
 
x
 
xs'
)
 
|
 
n
 
>
 
0
 
=
 
show
 
x
 
<>
 
" : "
 
<>
 
go
 
(
n
-
1
)
 
(
step
 
xs'
)
 
-- (<>) és l'"append" de Data.Semigroup

 
|
 
otherwise
 
=
 
""

```

Les dades (data ...) estan completament avaluades, a diferència del Haskell estàndard on se'n retarda l'avaluació.
L'avaluació tardana de les expressions s'hi fa retardant l'avaluació amb una funció de Unit (Unit -> a), bé amb el mòdul Control.Lazy del paquet purescript-control, o bé amb el tipus Lazy de Data.Lazy definit al paquet purescript-lazy.
Hi ha llistes d'avaluació estricta (a Data.List) i d'avaluació tardana (a Data.List.Lazy), així com versions no-buides afegint .NonEmpty als corresponents noms de mòdul.
Les conversions entre Number i Int no són al Prelude sinó al mòdul Data.Int de purescript-integers.
```
toNumber
 
::
 
Int
 
->
 
Number

floor
,
 
ceil
,
 
round
 
::
 
Number
 
->
 
Int

```

### Efectes col·laterals
Els efectes col·laterals hi son més desgranats que al llenguatge Haskell, i es tracten amb un tipus extensible
- amb la mònada Eff.[31]
  - CONSOLE: entrada/sortida a consola.[32]
  - FS: accessos al sistema de fitxers per als programes de servidor Node.js.[33]
  - DOM: interacció amb document web en una finestra del Navegador.[34]
  - TIMER: temporitzadors de JavaScript.[35]
  - EXCEPTION: excepcions.[36] Les excepcions es construeixen amb "error" i es disparen amb "throwException" i es cacen amb "catchException". throw strErr construeix i dispara.

- amb la mònada Aff per als efectes asíncrons.[37]
  - Ajax.[38]
  - sol·licituds HTTP multiplataforma {NodeJs, Navegador, altre} a la xarxa.[39]

Això ha canviat a la versió 12 amb l'eliminació de Eff basada en registres (row-types) i conversió a Effect.

### Depuració
- La pila de traces de crida en cas d'excepció, hi ve incorporada (contràriament al compilador GHC de Haskell que requereix el RunTimeSystem d'ajustatge).

### Seqüències definides recursivament
Per exemple: següents x = x : següents (x+1) Per ser un llenguatge estricte, el càlcul provoca l'avaluació immediata del paràmetre recursiu i la consegüent petada de la pila.
Podem evitar-ho utilitzant l'expressió de la definició de Data.List.Lazy.cons que posterga, amb Data.Lazy.defer, l'avaluació del segon paràmetre.
```
$
 
pulp
 
repl

PSCi
,
 
version
 
0.11
.
7

Type
 
:?
 
for
 
help

import
 
Prelude

>
 
import
 
Data.List.Lazy

>
 
import
 
Data.Lazy
 
(
defer
)
 
-- defer :: (Unit -> a) -> Lazy a

>
 
següents
 
x
 
=
 
List
 
$
 
defer
 
\
_
 
->
 
Cons
 
x
 
$
 
següents
 
(
x
+
1
)

>
 
show
 
$
 
take
 
3
 
$
 
següents
 
0

"fromStrict ((Cons 0 (Cons 1 (Cons 2 Nil))))"

```

Segons l'article.

## Programa Hola Món
```
module
 
Main
 
where

import
 
Prelude
 
-- cal importar el mòdul Prelude explícitament

import
 
Control.Monad.Eff
 
(
Eff
)
 

import
 
Control.Monad.Eff.Console
 
(
CONSOLE
,
 
log
)

-- cal declarar totes les vars. de la declaració de tipus a l'inici amb "forall" o bé el caràcter matemàtic ∀

main
 
::
 
forall
 
e
.
 
Eff
 
(
console
 
::
 
CONSOLE
 
|
 
e
)
 
Unit
 
-- efectes amb tipus extensible

main
 
=
 
do

 
log
 
"Hola Món!"

```